# نادي فوجدوفاك لكرة السلة للسيدات
نادي فوجدوفاك لكرة السلة للسيدات (بالصربية: ЖКК Вождовац) كان فريق كرة سلة صربي للسيدات تأسس في سنة 1955 يقع مقره في بلغراد. تم حل الفريق في سنة 2013

## الإنجازات

### المحلية
- الدوري اليوغوسلافي لكرة السلة للسيدات:
  - الفوز (2) : 1972، 1975
  - الوصافة (3) : 1974، 1982، 1983
- كأس يوغوسلافيا لكرة السلة للسيدات:
  - الفوز (2) : 1972، 1984
  - الوصافة (1) : 1974